# Swedish Open 2003
Lo Swedish Open 2003 è stato un torneo di tennis giocato sulla terra rossa. È stata la 56ª edizione dello Swedish Open, che fa parte della categoria International Series nell'ambito dell'ATP Tour 2003. Si è giocato al Båstad Tennis Stadion di Båstad in Svezia, dal 7 al 13 luglio 2003.

## Campioni

### Singolare
Mariano Zabaleta ha battuto in finale  Nicolás Lapentti con il punteggio di 6–3 6–4

### Doppio
Simon Aspelin /  Massimo Bertolini hanno battuto in finale  Lucas Arnold Ker /  Mariano Hood con il punteggio di 6(3)–7 6–0 6–4